# Lathrolestes nigricollis
Lathrolestes nigricollis là một loài tò vò trong họ Ichneumonidae.